# Света Троица (Убого)
Вижте пояснителната страница за други значения на Света Троица.
„Света Троица (на македонска литературна норма: „Света Троица“) е възрожденска православна църква във велешкото село Убого, централната част на Република Македония.
Храмът е част от Повардарската епархия на Македонската православна църква – Охридска архиепископия.
Църквата се руши. Отчасти са запазени ценни стенописи от XIX век или от XVII век - в частност изображение на Свети Климент.